# Vinko Galić (kipar)
Vinko Galić (Bijača, 1931. - Ljubuški, 17. travnja 2021.), akademski kipar i profesor.

## Životopis
Akademiju likovnih umjetnosti u Sarajevu završio je 1958. Predavao je u osnovnoj školi i Gimnaziji u Ljubuškom, a 1960. otišao je u Pulu gdje je radio kao kao profesor u eksperimentalnoj školi “Neven Kisac”. Nakon smrti supruge 2005. vratio se u rodno mjesto. Nakon povratka osnovao je likovnu koloniju čija je većina umjetničkih djela pohranjena u franjevačkom samostanu na Humcu.
Dobitnik je Nagrade općine Ljubuški za životno djelo za 2018. godinu.

## Vanjske poveznice
- Vinko Galić: Sve što bih u životu promijenio su dva prokleta rata ljubuski.net (objavljeno 9. travnja 2014., pristupljeno 20. travnja 2021.)